# 나가미네 타츠야
나가미네 타츠야(일본어: 長峯 達也 ながみね たつや[*])는 일본의 애니메이션 감독 및 연출가이다. 1971년 10월 6일에 도쿄도 히노시에서 태어났다. 토에이 애니메이션 소속이다.

## 담당 작품

### TVA
- 꿈의 크레용 왕국 - 연출 보조
- 오자마녀 도레미 시리즈  - 연출 (3기 25화), 콘티 및 연출 (3기 32, 40화, 4기 3, 13, 24화)
- 내일의 나쟈 - 콘티 및 연출 (19, 27, 33, 39화)
- 모험왕 비트 시리즈 - 시리즈 디렉터[2], 콘티 및 연출 (1기 1, 6, 15, 26, 41화, 2기 1, 11, 18, 24화), 연출 (1기 34화)
- 쥬베이쨩
- 두 사람은 프리큐어 Splash Star - 콘티 및 연출 (23, 31화)
- 파워퍼프걸Z - 변신 애니메이션
- Yes! 프리큐어5 - 콘티 및 연출 (20화), ED 연출
- Yes! 프리큐어5 GoGo! - 콘티 및 연출 (7화), ED 연출
- 캐산 Sins - 콘티 및 연출 (3, 12화)
- 프레시 프리큐어! - 콘티 및 연출 (8, 18, 30, 42화)
- 드래곤볼 카이 - OP 연출
- 드래곤볼 슈퍼 - 시리즈 디렉터 (77화~131화)
- 하트캐치 프리큐어! - 시리즈 디렉터, 콘티 및 연출 (1, 10, 38, 49화), 연출 (48화)
- 스위트 프리큐어♪ - 콘티 (18화)
- 세인트 세이야 Ω - 시리즈 디렉터, 콘티 및 연출 (52화)
- 해피니스 프리큐어! - 시리즈 디렉터, 콘티 및 연출 (1화), 콘티 (21, 29, 48화)
- 원피스 ~와노쿠니 편~ - 시리즈 디렉터 (쿠레타 코헤이, 코마키 아야와 공동) (892화~ )

### OVA
- 인터루드 - 감독
- 오쟈마녀 도레미 비밀 - ED 연출
- 원피스 하트 오브 골드 - 감독

### 극장판
- 지옥선생 누베 - 연출 보조
- 드래곤볼 최강으로의 길 - 조감독
- 꽃보다 남자 - 조감독
- 디지몬 허리케인 상륙!! 초절진화!! 황금의 디지멘탈 - 조감독
- 디지몬 세이버즈 궁극파워!! 버스트 모드 발동!! - 감독
- 닥터 슬럼프 닥터 마시리토 야라레짱 - 감독
- 극장판 Yes! 프리큐어5 거울 나라의 미라클 대모험! - 감독
- 극장판 Yes! 프리큐어5 GoGo! 과자 나라의 해피버스데이♪ - 감독
- 원피스 필름 Z - 감독
- 드래곤볼 슈퍼: 브로리 - 감독